# Bayubas de Arriba
Bayubas de Arriba es un municipio de la provincia de Soria, Comunidad Autónoma de Castilla y León, España. Desde los tiempos de la Reconquista perteneció a la Comunidad de Villa y Tierra de Berlanga

## Geografía
Tiene un área de 20,62 km².

Término municipal de Bayubas de Arriba.

Discurre por el término el río Bayubas, tributario del Duero.

## Historia
La zona donde se asienta Bayubas de Arriba fue conquistada del dominio musulmán por Fernando I en torno al año 1060. Sin embargo, la repoblación no se produjo hasta la época de Alfonso I el Batallador, puesto que la zona figuraba entre los territorios que este rey dominaba tras la ruptura de su matrimonio con Urraca.
La población es mencionada por Hernando Colón como uno de los lugares por los que pasó en su obra de 1517 Descripción y cosmografía de España, donde aparece nombrada como Veyugas o Vayugas.
En el censo de 1594 figura con el nombre de Agua-Yumbas de Arriba y en el Nomenclátor de 1785, con el de Bayugas de Arriba, en ambos como perteneciente a la tierra de Berlanga, pero en el ámbito eclesiástico dependía de la diócesis de Osma. En la obra de 1788 Descripción histórica del obispado de Osma de Juan Loperráez Corvalán el topónimo que aparece es Vayugas.
A la caída del Antiguo Régimen la localidad se constituyó en municipio constitucional, en la región de Castilla la Vieja, partido de Almazán que en el censo de 1842 contaba con 23 hogares y 92 vecinos. Con la misma denominación de Bayugas de Arriba y esta población aparece en el diccionario Madoz, donde también se dice que por su término pasaba un camino real que iba desde Burgos a Almazán y Zaragoza y otro que iba de los pueblos del norte a Berlanga.
A mediados del siglo XIX este municipio desaparece porque se integra en el municipio de Bayubas de Abajo.
A principios del siglo XX, recobra su condición de municipio al segregarse de Bayubas de Abajo.
A finales del siglo XX, crece el término del municipio porque recibe una parte de Boós, concretamente el antiguo municipio de Valverde de los Ajos.

## Geografía humana

### Demografía
Cuenta con una población de 60 habitantes (INE 2024).
| Gráfica de evolución demográfica de Bayubas de Arriba entre 1842 y 2021 |
| |
| Población de derecho según los censos de población del INE Población de hecho según los censos de población del INEEntre el censo de 1970 y el anterior, crece el término del municipio porque recibe una parte de 42524 (Boos) Entre el censo de 1930 y el anterior, aparece este municipio porque se segrega del municipio 42032 (Bayubas de Abajo) Entre el censo de 1857 y el anterior, este municipio desaparece porque se integra en el municipio 42032 (Bayubas de Abajo) |

### Demografía reciente del núcleo principal
Bayubas de Arriba (localidad) contaba a 1 de enero de 2010 con una población de 47 habitantes, 25 hombres y 22 mujeres.
| Gráfica de evolución demográfica de Bayubas de Arriba (localidad) entre 2000 y 2010              |
|                                                                                                  |
| Población de derecho (2000-2010) según los censos de población del INE a 1 de enero de cada año. |

### Población por núcleos
| Núcleos              | Habitantes (2000) | Habitantes (2010) | Notas   |
| -------------------- | ----------------- | ----------------- | ------- |
| Bayubas de Arriba    | 66 (31 H, 35 M)   | 47 (25 H, 22 M)   |         |
| Valverde de los Ajos | 14 (8 H, 6 M)     | 10 (7 H, 3 M)     | Pedanía |

## Monumentos

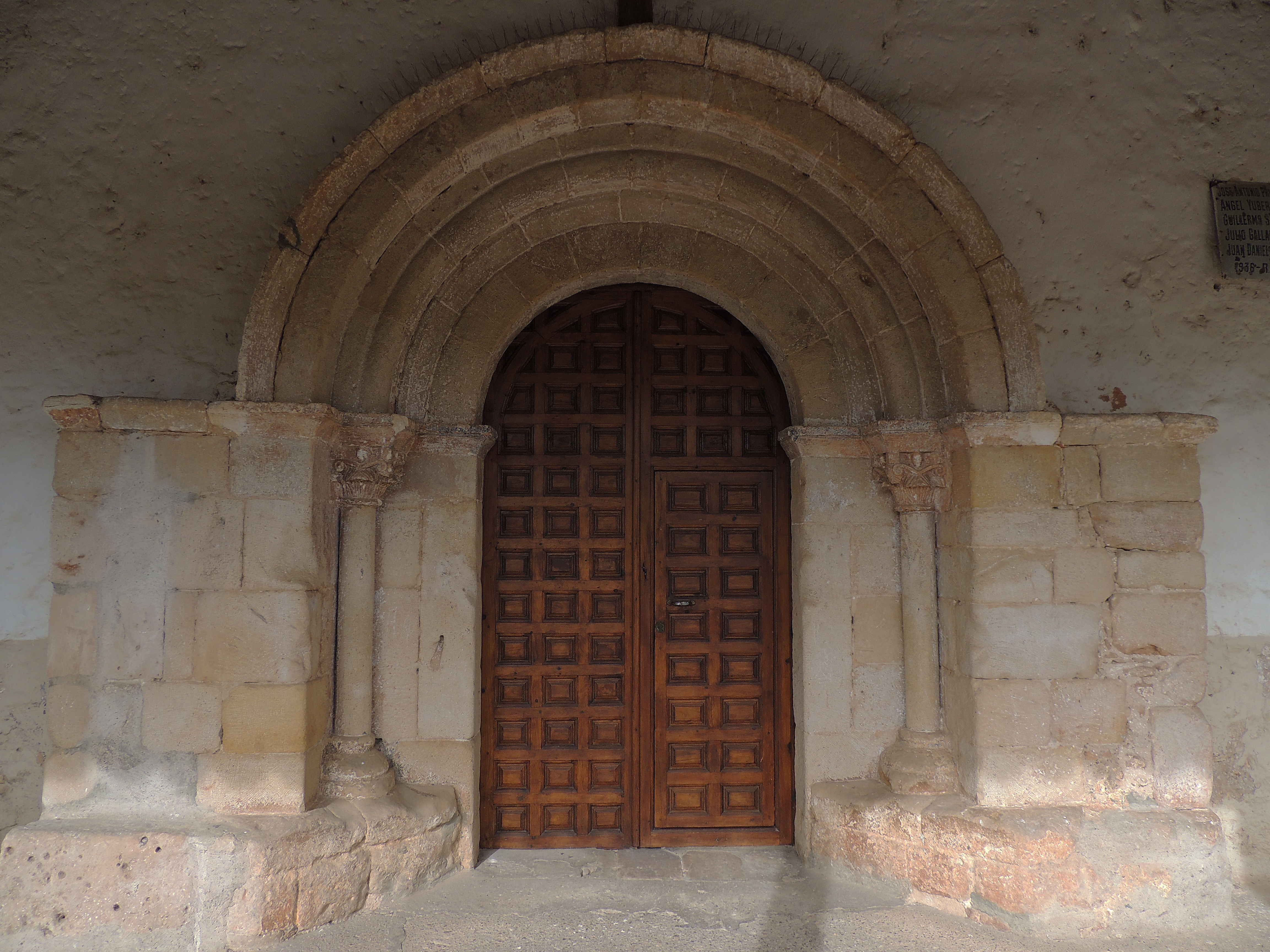
Iglesia de Nuestra Señora de la Asunción

En Bayubas de Arriba destaca la iglesia de Nuestra Señora de la Asunción o de La Asunción de Nuestra Señora, que se encuentra en la parte alta del pueblo, en uno de los lados de la plaza donde está el Ayuntamiento. Es un edificio de origen románico, muy probablemente construido entre fines del siglo XII y principios del XIII. En este estilo se conserva la portada y el ábside. La portada consta de dos arcos de medio punto, separados por una arquivolta de bocel que se apoya sobre dos columnas que están sobre pódium y en las que destacan los capiteles con decoración vegetal, volutas y dos caras humanas o máscaras. En el interior se conserva otro capitel con la misma decoración que se supone que formaba parte de alguna ventana desaparecida. 
Tiene una sola nave, con ábside semicircular, muros de mampostería enfoscada y cornisa soportada por canecillos. 
Posee también una espadaña con dos troneras y con remate a piñón junto al muro occidental. Esta espadaña se construyó posteriormente.
También son posteriores las ventanas cuadrangulares, que sustituyeron a las aspilleras que había originalmente. Ya en el siglo XVIII se colocó el retablo y se tapó la aspillera que se encontraba en el ábside. Además, en la parte sur de la iglesia se hizo la sacristía y se construyó un acceso para el campanario, en cuya parte inferior se halla el baptisterio.
El arco triunfal que comunica la capilla con la nave es apuntado y doblado y se apoya sobre columnas de capiteles lisos.
En el interior, la cubierta es de bóveda de horno en el ábside y bóveda de cañón en el presbiterio. 
Más tarde, se pintó y enfoscó el muro norte, que se convirtió en frontón.
La iglesia posee tres campanas, fundidas en 1682, 1906 y 1957. La más antigua se encuentra en mal estado de conservación, ya que está perforada por una bala que fue disparada quizá en tiempos de las guerras carlistas.
En su interior se venera una escultura de Cristo que, según el diccionario de Pascual Madoz, procede del despoblado de La Ardachosa.
El otro edificio religioso de Bayubas de Arriba es la ermita de la Virgen del Carmen, donde hay una campana que fue fundida en 1952.